# Wikipédia en gagaouze
Wikipédia en gagaouze (en gagaouze : Gagauzca Vikipediya) est l'édition de Wikipédia en gagaouze, langue oghouze parlée principalement en Gagaouzie en Moldavie. L'édition est lancée le 13 novembre 2010,,,,. Son code est : gag.
Au 20 mars 2025, l'édition en gagaouze contient 2 884 articles et compte 15 504 contributeurs, dont 32 contributeurs actifs et 2 administrateurs.

## Présentation

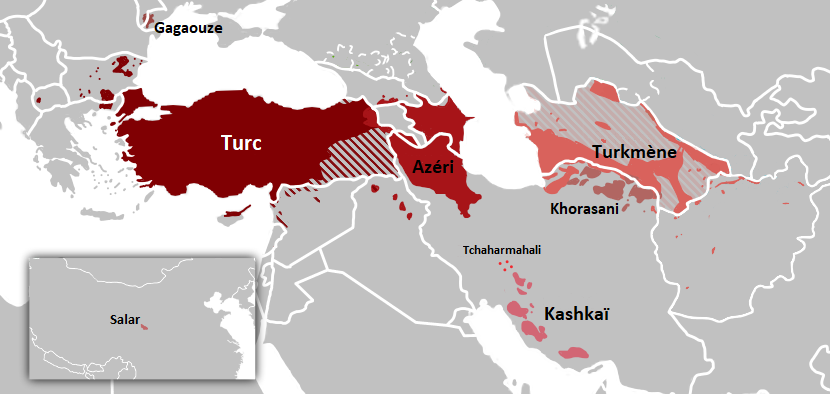
Aire de diffusion des langues oghouzes (dont le gagaouze, présent à gauche).
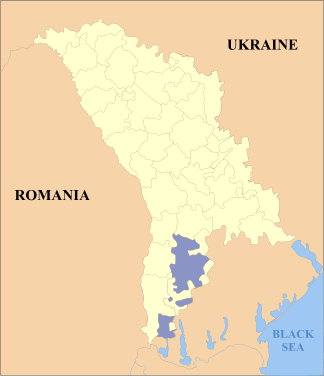
Délimitation de la Gagaouzie où le gagaouze est langue officielle.

## Statistiques
- Le 12 mars 2015, l'édition en gagaouze compte 2 787 articles et 4 929 utilisateurs enregistrés[6], ce qui en fait la 189e[7] édition linguistique de Wikipédia par le nombre d'articles et la 230e[8] par le nombre d'utilisateurs enregistrés, parmi les 287 éditions linguistiques actives.
- Le 1er octobre 2022, elle contient 2 802 articles et compte 12 801 contributeurs, dont 14 contributeurs actifs et 1 administrateur.
- Le 30 septembre 2024, elle contient 2 805 articles et compte 15 038 contributeurs, dont 16 contributeurs actifs et 1 administrateur.